# Банк пуповинной крови
Банк пуповинной крови (Банк стволовых клеток) — организация или подразделение, занимающаяся длительным криогенным хранением пуповинной крови. Существуют публичные и частные банки. Первые подобные банки были организованы в середине 1990 годов, когда появились предположения о возможности использования гемопоэтических стволовых клеток пуповинной крови в лечении некоторых заболеваний человека.
В публичные (донорские) банки принимают кровь добровольно и бесплатно, поэтому они чаще всего финансируются государством. Однако использовать её могут для любого нуждающегося, в некоторых странах у хранимых единиц стирают идентифицирующую информацию через некоторое время после её приёма.
Частные банки хранят образцы за плату и, в случае, если ребёнку или его близким родственникам будет необходима трансплантация, предоставляют кровь.

## Технические подробности
Во время родов пуповину зажимают специальными зажимами и затем собирают оставшуюся в ней кровь (около 40—70 мл). Из крови удаляются зрелые элементы и избыток плазмы, проводится проверка на заражённость. Хранение крови производится в жидком азоте (-196 градусов).
По заявлениям работников банков п.к. данная процедура является безопасной для матери и новорождённого. В то же время по сообщению журнала Pediatrics (1999) в США были попытки раннего пережатия пуповины ради увеличения дозы собранной пуповинной крови, что может представлять опасность для ребёнка.:
The importance of larger numbers of stem cells to the success of engraftment could encourage the attendance at delivery by a physician or other health care personnel to attempt to harvest more cord blood. It has been shown that the timing of umbilical cord clamping has an important effect on the neonatal blood volume and the subsequent hematologic status. If cord clamping is done too soon after birth, the infant may be deprived of a placental blood transfusion, resulting in lower blood volume and increased risk for anemia in later life.5 Immediate cord clamping will, of course, increase the volume of placental blood for harvesting for cord blood banking. There may be a temptation to practice immediate cord clamping aggressively to increase the volume of cord blood that can be harvested for cord blood banking. This practice is unethical and should be discouraged. — (Pediatrics, № 104. P.116-118)
Существует опасность передать инфекцию донорской пуповинной крови к реципиенту в случае трансплантации.[уточнить]

## Статистика
На 2005 год в мире насчитывалось около ста банков (в США — более 30). В них хранилось около 400 тыс. единиц пуповинной крови. На 2008 год (по данным организации WDMA) известно о деятельности 112 банков пуповинной крови. Максимальная длительность сохранения клеток превышает 15 лет.
Проведено более 10 тыс. трансплантаций пуповинной крови в качестве замены клеткам костного мозга.
Вероятность, что хранящаяся в частном банке ПК единица крови будет использована для самого ребёнка, низка и оценивается от 1 случая из 1400 до 1 случая из 20 тысяч. Более вероятно использование единицы из частного банка для родственника.
В зависимости от способа сбора пуповинной крови, от 3 до 12 % взятых образцов подвергаются бактериальному заражению, до того как попадут на хранение (данные на 1995 год).

### В России
На январь 2023 года в России работало 12 банков пуповинной крови, оказывающих персональное, публичное или смешанное хранение образцов пуповинной крови. Из них 6 государственных и 6 коммерческих банков.
Первый государственный банк пуповинной крови появился в России в 2003 году в Москве ГУЗ «Банк стволовых клеток ДЗМ», выполняющий заготовку и выдачу пуповинной крови в клинические центры. В 2013 году согласно приказу ДЗМ № 278 от 27.03.2013 был реорганизован путём присоединения к ГБУЗ СПК ДЗМ (Государственному бюджетному учреждению здравоохранения города Москвы «Станция переливания крови Департамента здравоохранения города Москвы»), к настоящему моменту в базе данных Банка зарегистрировано более 5000 единиц пуповинной крови.

### На Украине
В 2004 году в Киеве на базе Института клеточной терапии был создан «Первый криобанк стволовых клеток пуповинной крови».. С 2007 года на базе Института неотложной и восстановительной медицины им. В. К. Гусака в Международном центре биотехнологий «Биостэм» начал свою работу криобанк пуповинной крови. С 2005 года на Украине функционирует Семейный банк пуповинной крови «Гемафонд», предоставляющий возможность частного криохранения стволовых клеток пуповинной крови. На сегодня на Украине работают 4 организации, собирающие и хранящие пуповинную кровь..
С 2011 года все организации, занимающиеся долгосрочным сбереганием пуповинной крови, должны иметь лицензию на «Деятельность банков пуповинной крови, других тканей и клеток человека»..

### В США
В некоторых публикациях первым банком ПК в США называют CRYO-CELL International, который был создан в США в 1992 году.
Первым государственным банком был банк пуповинной крови, организованный в 1988 г. под руководством П. Рубиншейна. В 1993 году проведены первые успешные трансплантации между неродственными пациентами.

## Некоммерческие общественные банки
Для сотрудничества и обмена информацией в 1998 г. была создана система, объединяющая некоммерческие общественные банки переливания крови, находящиеся на территории США, Европы, Израиля, Японии и Австралии (NetCord).
Вторым крупным регистром доноров пуповинной крови (кроме NetCord) является КМ (Bone Marrow
Donors Woldwide, BMDW), где содержится информация и о донорах костного мозга, и о донорах пуповинной крови.

## Критика частных банков
Высказываются сомнения, что кровь, сданная в частный банк, не сможет помочь ребёнку с врождёнными болезнями крови, так как хранимая в банке кровь имеет те же самые генетические недостатки.
Всемирная ассоциация доноров костного мозга утверждает в своём предостережении «О возможности аутологического использования (использования для себя. — „РР“) пуповинной крови», что применение собственной пуповинной крови невозможно сейчас или в будущем, что она не может быть использована в терапии инфаркта, диабета и болезни Паркинсона.
Частные банки проводят агрессивный и вводящий в заблуждение маркетинг. Например, банки могут утверждать о лечении от диабета при помощи стволовых клеток крови, но такого лечения не существует.
Согласно мнению проф. Владимира Смирнова, опубликованному в Lancet в 2005 году,
«All this—everything which is being done in Russia at the moment in terms of clinical application of fetal, embryonic, or adult stem cells—is illegal»,
Все это, что происходит в России в настоящее время в области клинических применений зародышевых, эмбриональных и взрослых стволовых клеток, является нелегальным
Елена Скоробогатова, д.м.н., заведующая отделением трансплантации костного мозга Российской детской клинической больницы, подчёркивает, что, вопреки рекламным утверждениям частных банков, только в очень редких случаях пуповинная кровь может быть использована для лечения того человека, при родах которого была взята эта кровь:

[Аутологическую пуповинную кровь] можно использовать в случаях развития приобретенной апластической анемии, отравления миелотоксичными препаратами или если человек попадет в зону с большим уровнем радиации. Вероятность наступления этих состояний крайне мала.